# Казацкое (Покровский район)
Казацкое (укр. Козацьке) — село на Украине, находится в Покровском районе Донецкой области. Раньше имело название Московское (укр. Московське)
Код КОАТУУ — 1422755305. Население по переписи 2001 года составляет 190 человек. Почтовый индекс — 85320. Телефонный код — 623.
Расположено на реке Сенная.
Рядом расположены поселки: Балаган, Покровск, Проминь, Мирноград, Гродовка, Николаевка.

## Местный совет
85345, Донецкая область, Покровский р-н, пгт. Гродовка, ул. Донецкая, 97.

## Война в Украине
На момент 15 декабря 2024 года поселок обстреливается российскими снарядами. На Казацкое ведется штурм с момента начала наступления на Покровск. Российская армия заходили на территорию поселка Проминь, но их выбили. Село полностью разрушено.